# Campagnes luxembourgeoises
Guerre de Quatre-Vingts Ans
Batailles
- Chronologie de la guerre de Quatre-Vingts Ans
- Valenciennes
- Austruweel
- Rheindalen
- Heiligerlee
- Jemmingen
- Jodoigne
- Brielle
- 1er Flessingue
- Malines
- Goes
- Mons
- Haarlem
- 2e Flessingue
- Borsele
- Zuiderzee
- Alkmaar
- Leyde
- Reimerswaal
- Mook
- Lillo
- Zierikzee
- 1er Anvers
- 1er Bréda
- Gembloux
- Rijmenam
- 1er Deventer
- Maastricht
- 2e Bréda
- Açores
- 2e Anvers
- 3e Anvers
- Boksum
- Zutphen
- 1er Berg-op-Zoom
- Gravelines
- 3e Bréda
- 2e Deventer
- Groningue
- Huy
- 1er Groenlo1
- 2e Groenlo
- Turnhout
- Nieuport
- Ostende
- L'Écluse
- 3e Groenlo
- Saint-Vincent
- Gibraltar
- Saint-Vincent (1621)
- 2e Berg-op-Zoom
- 4e Bréda
- 4e Groenlo
- Matanzas
- Bois-le-Duc
- Abrolhos
- Slaak
- Maastricht
- 5e Bréda
- Cabañas
- Calloo
- Les Downs
- Saint-Vincent (1641)
- Hulst
- Cavite

Les campagnes luxembourgeoises sont deux campagnes militaires menées en 1593 et 1595 par les Provinces-Unies et le duché de Bouillon contre les Pays-Bas espagnols dans le cadre de la guerre de Quatre-Vingts Ans.
La première campagne de 1593 est entreprise à l'encontre du duché de Luxembourg par l'armée des États généraux sous le commandement de Philippe de Nassau, dans le but d'attirer l'Armée des Flandres dans une autre région des Pays-Bas habsbourgeois, de créer un climat de confusion et d'empêcher l'arrivée de nouvelles troupes pro-espagnoles via le chemin des Espagnols. Les autres objectifs de la campagne sont de porter un coup économique à l'Espagne et de soutenir le prétendant protestant au trône de France, Henri de Navarre, et le prince protestant de Sedan et duc de Bouillon, Henri de La Tour d'Auvergne.
Si cette première campagne ne se traduit pas par des gains territoriaux, elle parvient tout de même à porter préjudice à la campagne luxembourgeoise et à distraire l'armée espagnole.
Deux ans plus tard, une campagne similaire mène à une occupation de Huy, dans le territoire neutre de la principauté de Liège, entre février et mars 1595, mais les troupes des États sont rapidement délogées, tandis que le duc de Bouillon est également repoussé loin des forteresses de la frontière luxembourgeoise,.

## Contexte
|                                                                               |                                                          |
| Pierre-Ernest de Mansfeld Gouverneur général des Pays-Bas espagnols 1592-1594 | Maurice de Nassau Capitaine général hollandais 1589-1625 |

Depuis 1589, le parti des États généraux progresse aux Pays-Bas. Sous le commandement du prince Maurice de Nassau et de son cousin Guillaume-Louis, plusieurs cités sont reprises aux Espagnols, notamment Bréda (1590), Nimègue (1591) (en) ou Coevorden (1592) (en). Les combats ont lieu principalement au-delà des frontières des provinces de Hollande et de Zélande, le cœur de la rébellion des États généraux des Provinces-Unies, qui ont proclamé leur indépendance en 1581 et l'avènement de la République des Provinces-Unies en 1588.
Les États généraux désirent soulager la pression maintenue sur les provinces septentrionales en attaquant les Espagnols plus au sud : la cible choisie est le Luxembourg. L'autre objectif, économique, vise à déforcer l'Espagne et par là même soutenir Henri de Navarre, le prince protestant qui brigue le trône de France, pour faire de la France un allié de choix. En effet, bien qu'Henri se soit déjà défait de ses rivaux lors de la guerre des Trois Henri (1587-1589), la Ligue catholique, soutenue par l'Espagne, refuse toujours de le reconnaître comme roi, et l'empêche militairement de rejoindre Paris.
En décembre 1592, Alexandre Farnèse désigne Pierre-Ernest Ier de Mansfeld, qui est déjà stathouder du Luxembourg, comme gouverneur général des Pays-Bas espagnols. En s'attaquant au Luxembourg, les États visent à inciter Mansfeld à envoyer des troupes espagnoles pour protéger son fief, et par là même, laisser plus de place de manœuvre à l'armée des États généraux dans les provinces du Nord. Maurice de Nassau, fils de feu Guillaume le Taciturne, capitaine-général de la République des Provinces-Unies, et stathouder des plus importantes de ses provinces, a la charge d'asséger les places fortes espagnoles dans le Nord : il serait le premier bénéficiaire d'une diversion au Sud.
De plus, en prenant le contrôle du Luxembourg, les États généraux pourrait arrêter l'afflux de nouvelles troupes espagnoles qui continuent de rejoindre les Pays-Bas via le Chemin des Espagnols.
Enfin, les Provinces-Unies peuvent bénéficier du soutien du huguenot Henri de La Tour d'Auvergne, maréchal de France depuis 1592, marié à Charlotte de La Marck, duchesse de Bouillon et princesse de Sedan (titres dont héritera Henri en 1594), qui cherche à agrandir le territoire du duché de Bouillon, voisin du Luxembourg. En outre, les États généraux espèrent qu'un affaiblissement des armées espagnoles pourrait persuader les princes allemands protestants, qui jusque-là sont restés neutres, à s'impliquer dans la guerre du côté hollandais.

## Première campagne

### Préparatifs
Le 14 janvier 1593, Philippe de Nassau, à la tête de troupes d'infanterie et de cavalerie, part de Nimègue en direction du Luxembourg, en passant par le duché de Juliers, dont la neutralité a déjà été violée à plusieurs reprises. D'après le Journal d'Anthonie Duyck 1591–1602 (un journal de campagne détaillé tenu par un officier de l'armée de Maurice de Nassau, publié par l'historien Lodewijk Mulder (nl) en 1862-1866), Philippe dispose d'un millier de fantassins et de onze cornettes de cavalerie. Un second groupe de cinq cornettes (environ 150-300 cavaliers) accompagnés de fantassins doit rejoindre Philippe depuis Bréda et Heusden via le Brabant méridional. Il s'empare de Hannut (Antonio Coquel, le commandant espagnol de la place durant le siège de Steenwijk (en) de 1592, s'échappe de justesse en fuyant nu), à la suite de quoi l'infanterie retourne à Bréda avec les prisonniers et les chevaux capturés, tandis que la cavalerie poursuit son chemin pour rejoindre Philippe et ses troupes.
De son côté, l'historien Robert Fruin (en) (1861), estime que l'armée des États est composée de 3 000 hommes à pied et à cheval, d'après le livre d'un contemporain des faits, Pieter Bor (en).

### Siège de Saint-Vith

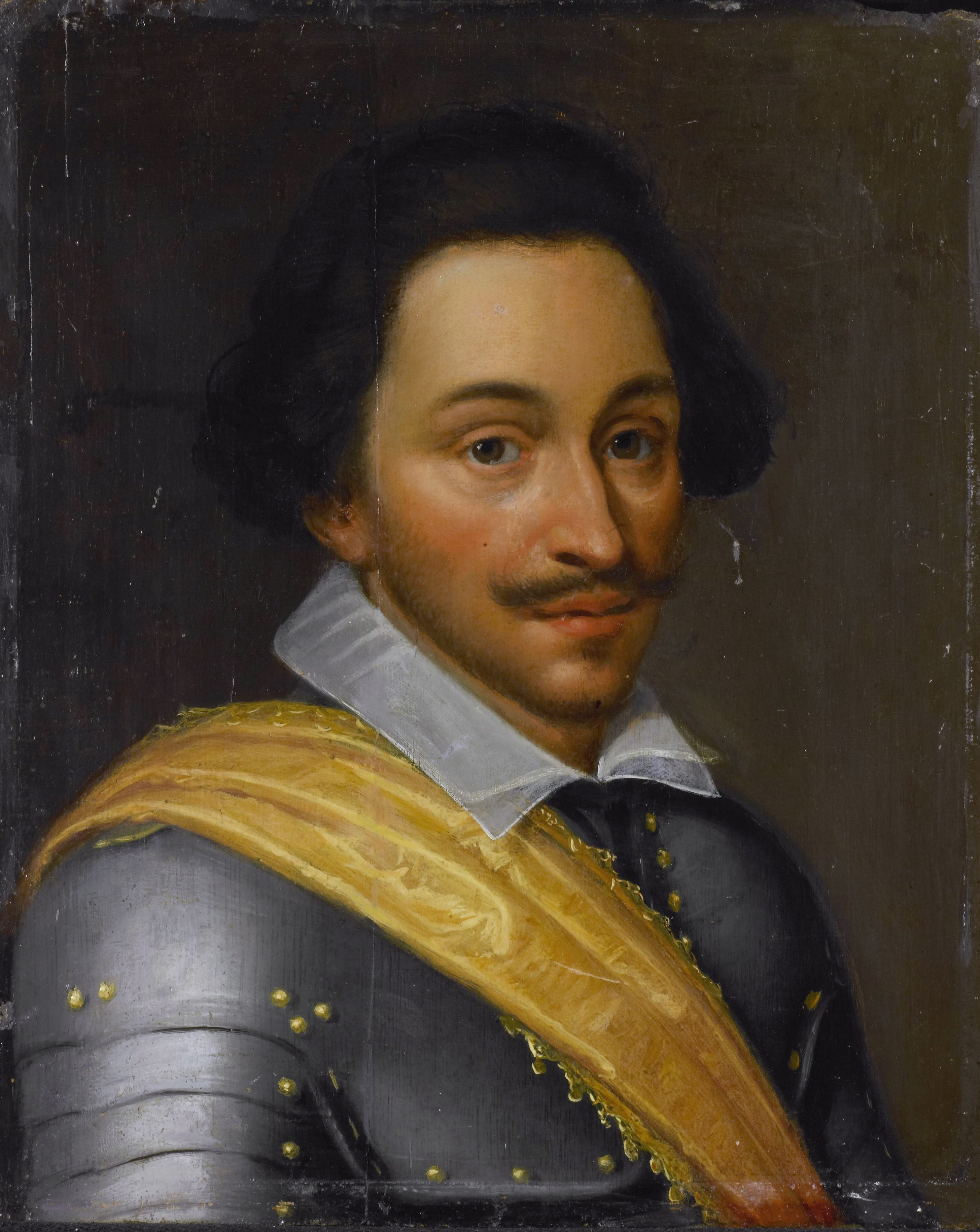
Philippe de Nassau

Tandis que le duc de Bouillon s'est déjà emparé de plusieurs places fortes tenues par les Espagnols au Luxembourg, Philippe est en marche vers Saint-Vith. Selon l'historien Michael Bormann (de) (1841), qui évoque le Tome IV de l'Histoire ecclésiastique et civile du duché de Luxembourg (1745) de Jean Bertholet, Philippe est à la tête de 1 200 cavaliers et 500 fantassins lors de l'assaut de la ville le 17 janvier, aux alentours de 19 heures. Ces chiffres sont confirmés par la Sankt Vither Stadtchronik. Philippe tente de prendre la ville à l'aide d'un engin de siège qui tire des projectiles enflammés par-delà les remparts, afin de créer des incendies et la panique dans la ville. Cependant, les défenseurs de Saint-Vith parviennent à détruire cette machine de guerre après quelques heures, faisant par là même quelques victimes dans le camp des assaillants. Le lendemain, Philippe assaille la ville du lever du soleil à 8 heures, en vain. Il menace alors d'exécuter tous les habitants de ville s'ils ne se rendent pas immédiatement, mais, selon Bormann, cette menace ne fait que renforcer la détermination des défenseurs, et l'assaut suivant est repoussé. Au troisième jour, Philippe abandonne le siège, et se contente de piller la campagne avoisinante.

### Dévastation de la campagne luxembourgeoise
Dans une lettre au grand-pensionnaire Johan van Oldenbarnevelt, Philippe demande s'il doit rejoindre le duc de Bouillon. Ne pouvant compter sur le soutien d'Henri de Navarre, Oldenbarnevelt rappelle Philippe en Hollande, et lui ordonne de recourir aux brandschattingen (nl) (tribut à payer aux troupes de passage pour les empêcher de piller et d'incendier la région) sur le chemin du retour. Mansfeld étant déjà en route à la tête d'une grande armée, le duc de Bouillon se retire également de la région. Duyck rapporte que 24 villages ont été pillés et incendiés, avant que Philippe ne retourne le 10 février à Nimègue via l'Électorat de Cologne et la Haute-Gueldre. Duyck émet ainsi la remarque que la campagne constituait plus une « expédition de braconnage » qu'une réelle tentative de gains territoriaux. Si, militairement, la campagne n'est pas une franche réussite, elle se clôture sans pertes significatives, mais avec une quantité importante de vêtements et de linge pillés, ainsi que quelques otages à remettre contre rançon.

## Interlude

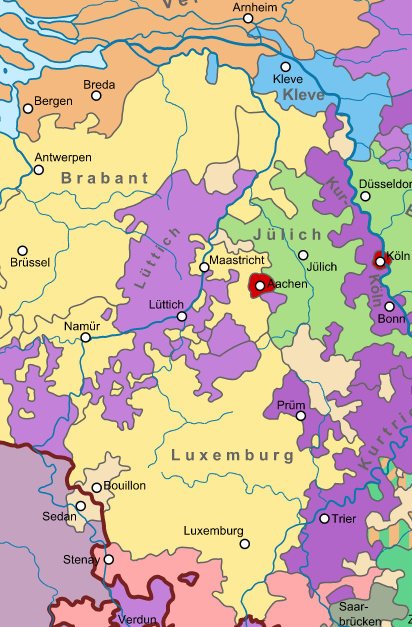
Carte de 1618 de la région où se déroulent les campagnes luxembourgeoises

### Chute de Mont-Sainte-Gertrude
La première campagne a le mérite d'avoir attiré Mansfeld au Luxembourg, puis à Liège où il fait construire plusieurs cantonnements à la mi-février. Cela permet à Maurice de Nassau d'encercler Mont-Sainte-Gertrude (en) et de construire de modestes fortifications afin d'empêcher Mansfeld de venir au secours de la ville. Mont-Sainte-Gertrude finit par se rendre le 24 juin 1593. Après quelques manœuvres infructueuses entre les États et les forces espagnoles autour du fort de Crèvecœur et de Bois-le-Duc en juillet et en août, les Provinces-Unies tentent de fournir au duc de Bouillon les moyens d'engager des mercenaires pour une nouvelle campagne au Luxembourg, mais le convoi transportant les fonds est attaqué par la cavalerie espagnole le 17 août au sud de Lommel, et est contraint de rebrousser chemin.
Entretemps, Henri de Navarre s'est converti au catholicisme en juillet 1593 afin d'être reconnu roi de France (« Paris vaut bien une messe »), perdant ainsi la confiance de ses alliés protestants des Provinces-Unies. Pourtant, Henri de Navarre déclare qu'il n'abandonnera pas les Provinces-Unies et continue d'y envoyer des fonds et des troupes pour combattre les Espagnols.

### Surprise d'Eupen
À l'automne, Philippe de Nassau tente de conquérir la ville fortifiée de Limbourg, sur la Vesdre. Il part de Nimègue le 30 octobre 1593 avec sept cornettes et 400 fantassins et arrive à Limbourg le 3 novembre 1593. Une partie de ses troupes s'étant perdue à cause du mauvais temps, Philippe annule l'assaut de Limbourg et décide à la place de prendre Eupen par surprise, dès le lendemain. La garnison espagnole prend la fuite et se réfugie dans une église, à laquelle les troupes hollandaises mettent le feu : la garnison se rend après qu'environ 80 hommes périssent par les flammes. Philippe retourne à Nimègue la nuit du 6 novembre avec ses prisonniers de guerre.
Henri de Navarre est couronné à Chartres en février 1594 sous le nom d'Henri IV et fait son entrée à Paris en mars 1594. Maurice conquiert Groningue en juillet 1594. Des soldats espagnols n'ayant pas reçu leur solde se mutinent dans le Nord de la France en août, suivis par des troupes italiennes dans le Brabant, qui pillent la ville de Tirlemont.

## Seconde campagne

### Occupation de Huy
Le 17 janvier 1595, Henri IV déclare la guerre à l'Espagne et ordonne au duc de Bouillon de lancer une nouvelle campagne au Luxembourg et de s'emparer, avec l'appui des États généraux, de la ville de Huy, dans la principauté de Liège, territoire neutre. L'objectif est de créer un couloir protestant en territoire catholique pour relier les Provinces-Unies au duché de Bouillon et à la principauté de Sedan, afin de menacer Bruxelles et Anvers. Huy est prise le 6 février 1595 par les troupes hollandaises commandées par Charles de Héraugière. Après avoir demandé, en vain, aux princes allemands d'intervenir, le prince-évêque de Liège, Ernest de Bavière, demande l'aide du nouveau gouverneur général des Pays-Bas espagnols, le comte de Fuentes (successeur d'Ernest d'Autriche, mort le 20 février 1595). Les Espagnols libèrent Huy des troupes des États généraux le 20 mars, et remettent la ville au prince-évêque.

### Reprise des forteresses de la frontière luxembourgeoise

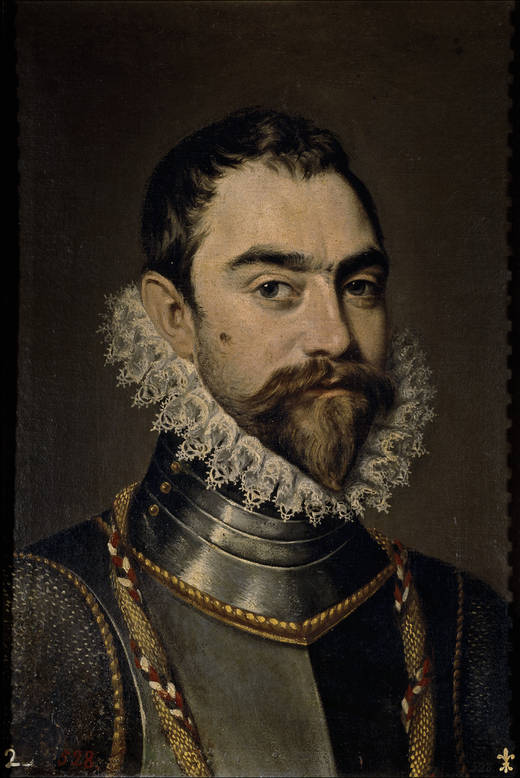
Francisco Verdugo

Pendant ce temps, Francisco Verdugo, suivant les ordres de Fuentes, part de Lingen en direction du sud, pour chasser le duc de Bouillon de plusieurs forteresses luxembourgeoises, à savoir Yvoix, La Ferté-sur-Chiers, et Chauvency-le-Château. Bien qu'ayant reçu moins de troupes que demandé, Verdugo parvient à reconquérir les forteresses de la frontière luxembourgeoise, avant de demander sa démission en juin 1595, et de mourir en septembre de la même année,.